# Jean-Claude Milleron
Jean-Claude Milleron est un statisticien et économiste français né le 1er août 1937 et mort le 4 juillet 2016.

## Biographie
Il est successivement directeur de l'ENSAE, chef du service économique du Commissariat au Plan, directeur de la Prévision au ministère de l'Economie et des Finances. Il est directeur général de l'Insee de 1987 à 1992.
En 1992, il est secrétaire général adjoint de l'ONU.

## Travaux
Chercheur, il publie plusieurs ouvrages de microéconomie et de statistique « Initiation à la micro-économie », célèbre livre à couverture jaune de Dunod, repris plus tard chez Economica, les « Exercices de micro-économie » en collaboration avec Paul Champsaur.